# Hypotrachyna
Гіпотрахіна (Hypotrachyna) — рід лишайників родини Parmeliaceae. Назва вперше опублікована 1974 року.
В Офіційний перелік регіонально рідкісних рослин Київської області Гіпотрахіна відігнута (Hypotrachyna revoluta).

## Галерея

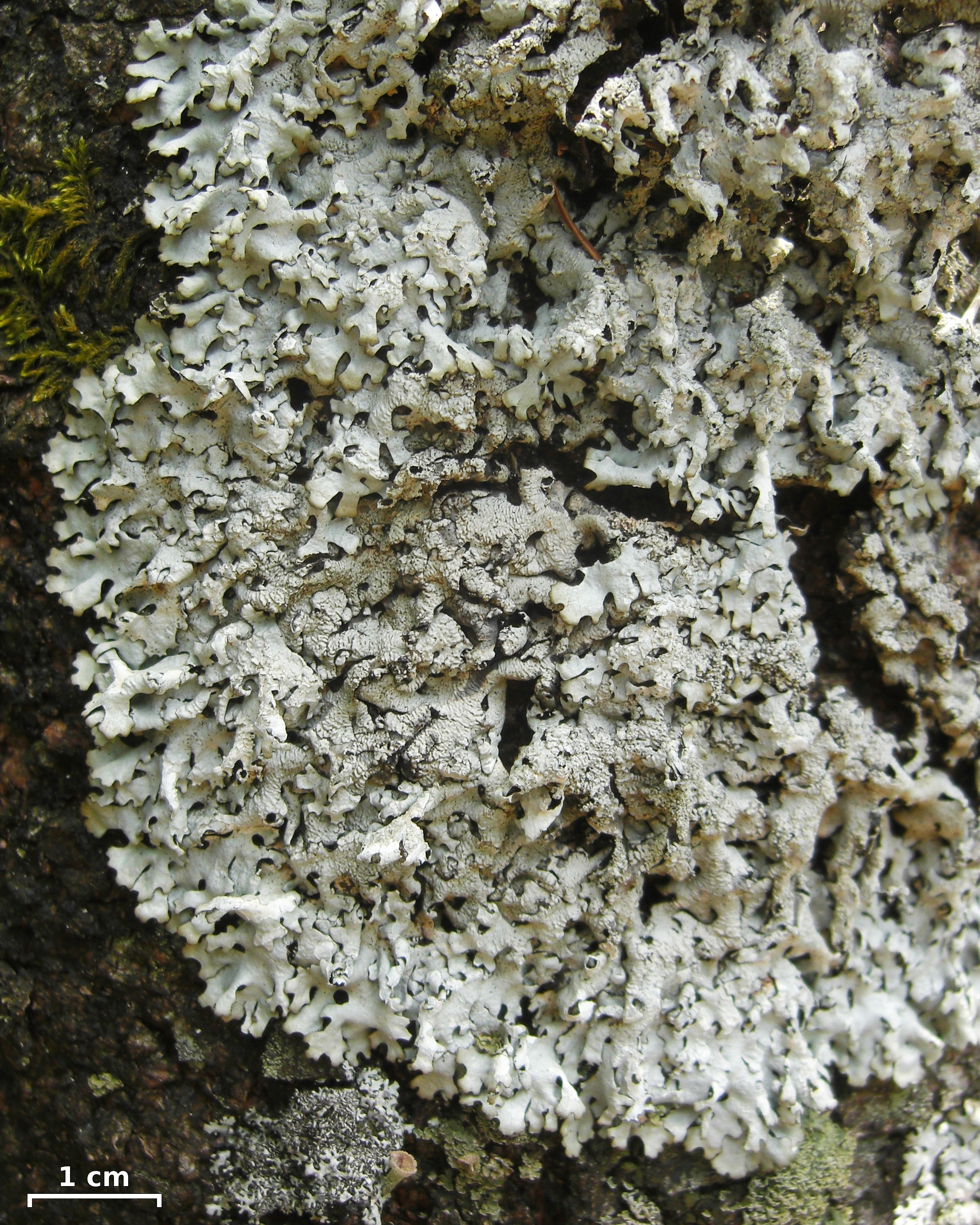
Hypotrachyna croceopustulata
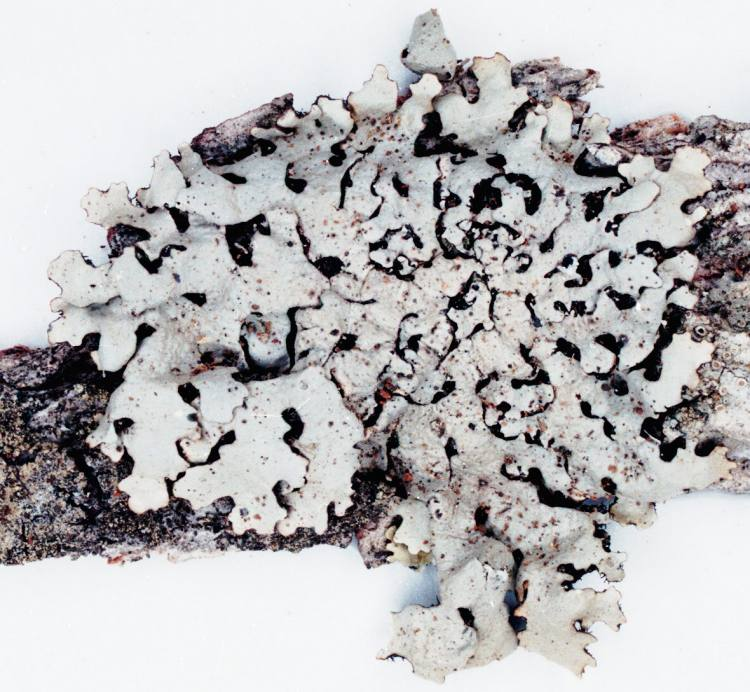
Hypotrachyna livida
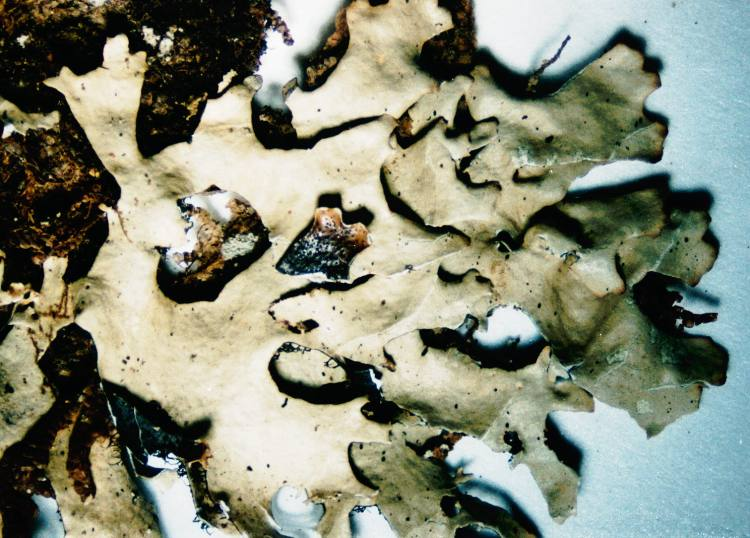
Hypotrachyna prolongata
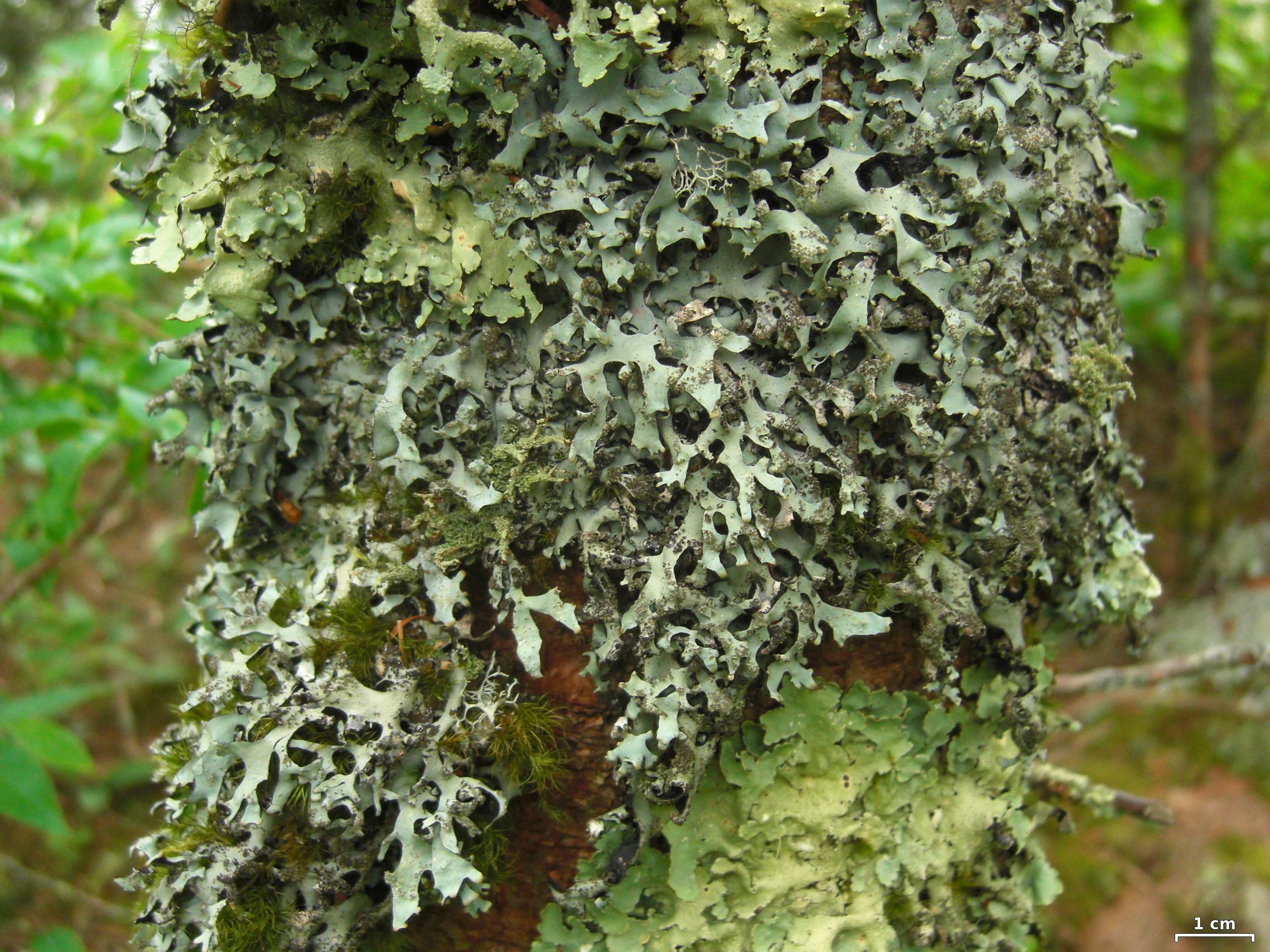
Hypotrachyna revoluta